# Luizia
Luizia  là một monospecific chi ốc biển, là động vật thân mềm chân bụng sống ở biển trong họ Pseudolividae.

## Các loài
Các loài thuộc chi Luizia  bao gồm:
- Luizia zebrina (A. Adams, 1855)